# Ligne Tateyama
 (novembre 2023).
Si vous disposez d'ouvrages ou d'articles de référence ou si vous connaissez des sites web de qualité traitant du thème abordé ici, merci de compléter l'article en donnant les références utiles à sa vérifiabilité et en les liant à la section « Notes et références ».
La ligne Tateyama (立山線, Tateyama-sen) est une ligne ferroviaire de la compagnie Toyama Chihō Railway située dans la préfecture de Toyama au Japon. Elle relie la gare de Terada à celle de Tateyama.

## Histoire
La ligne ouvre par étapes entre 1921 et 1943.

## Caractéristiques

### Ligne
- longueur : 24,2 km
- écartement des voies : 1 067 mm
- électrification : 1 500 Vcc
- vitesse maximale : 70 km/h
- nombre de voies : voie unique

### Interconnexion
A Terada, les trains continuent sur la ligne principale Toyama Chihō Railway jusqu'à Dentetsu-Toyama.

### Liste des gares
La ligne comporte 14 gares. 
| Numéro | Gare         | Nom japonais | Distance (km) | Correspondances                                          | Localisation |
| ------ | ------------ | ------------ | ------------- | -------------------------------------------------------- | ------------ |
| T08    | Terada       | 寺田         | 0             | Toyama Chihō Railway : Ligne principale (interconnexion) | Tateyama     |
| T44    | Chigozuka    | 稚子塚       | 1,4           |                                                          | Tateyama     |
| T45    | Tazoe        | 田添         | 2,1           |                                                          | Tateyama     |
| T46    | Gohyakkoku   | 五百石       | 3,7           |                                                          | Tateyama     |
| T47    | Enokimachi   | 榎町         | 4,6           |                                                          | Tateyama     |
| T48    | Shitadan     | 下段         | 5,7           |                                                          | Tateyama     |
| T49    | Kamagafuchi  | 釜ヶ淵       | 7,4           |                                                          | Tateyama     |
| T50    | Sawanakayama | 沢中山       | 8,6           |                                                          | Tateyama     |
| T51    | Iwakuraji    | 岩峅寺       | 10,2          | Toyama Chihō Railway : Kamidaki                          | Tateyama     |
| T52    | Yokoe        | 横江         | 13,5          |                                                          | Tateyama     |
| T53    | Chigaki      | 千垣         | 17,3          |                                                          | Tateyama     |
| T54    | Arimineguchi | 有峰口       | 17,9          |                                                          | Toyama       |
| T55    | Hongū (ja)   | 本宮         | 19,4          |                                                          | Toyama       |
| T56    | Tateyama     | 立山         | 24,2          | Funiculaire Tateyama                                     | Tateyama     |